# Бінгем (переписна місцевість, Мен)
Бінгем (англ. Bingham) — переписна місцевість (CDP) в США, в окрузі Сомерсет штату Мен. Населення — 716 осіб (2020).

## Географія
Бінгем розташований за координатами 45°3′29″ пн. ш. 69°52′23″ зх. д. / 45.05806° пн. ш. 69.87306° зх. д. (45.058157, -69.872940).  За даними Бюро перепису населення США в 2010 році переписна місцевість мала площу 5,89 км², уся площа — суходіл.

## Демографія
Згідно з переписом 2010 року, у переписній місцевості мешкало 758 осіб у 359 домогосподарствах у складі 201 родини. Густота населення становила 129 осіб/км².  Було 458 помешкань (78/км²).
Расовий склад населення:
| - 96,6 % — білих - 1,1 % — чорних або афроамериканців - 0,8 % — корінних американців - 0,4 % — азіатів |

До двох чи більше рас належало 0,9 %. Частка іспаномовних становила 0,8 % від усіх жителів.
За віковим діапазоном населення розподілялося таким чином: 18,6 % — особи молодші 18 років, 60,3 % — особи у віці 18—64 років, 21,1 % — особи у віці 65 років та старші. Медіана віку мешканця становила 45,8 року. На 100 осіб жіночої статі у переписній місцевості припадало 98,4 чоловіків;  на 100 жінок у віці від 18 років та старших — 95,9 чоловіків також старших 18 років.
Середній дохід на одне домашнє господарство  становив 43 574 долари США (медіана — 32 143), а середній дохід на одну сім'ю — 56 446 доларів (медіана — 44 485). Медіана доходів становила 40 104 долари для чоловіків та 33 929 доларів для жінок. За межею бідності перебувало 31,9 % осіб, у тому числі 89,5 % дітей у віці до 18 років та 3,1 % осіб у віці 65 років та старших.
Цивільне працевлаштоване населення становило 242 особи. Основні галузі зайнятості: будівництво — 21,1 %, роздрібна торгівля — 19,0 %, сільське господарство, лісництво, риболовля — 15,3 %, освіта, охорона здоров'я та соціальна допомога — 13,6 %.